# Lasiognathus saccostoma
Lasiognathus saccostoma (también conocido como el pez trampa) es una especie de  pez de la familia Thaumatichthyidae. Vive en el fondo del mar (llanura abisal) y atrae a sus presas con un señuelo bioluminiscente que se ubica en un tallo sobre su cabeza. Su tamaño no supera los 6-8 cm en las hembras, no se han encontrado especímenes machos ni larvas.
Habita en la zona batipelágica (hasta 4.000 metros de profundidad) de las aguas tropicales del Pacífico Oriental, Central y del Atlántico. Fue descrito en 1925.

## Características
Su tamaño no supera los 6-8 cm en las hembras. No se han encontrado especímenes machos ni larvas.
Posee un señuelo bioluminiscente con tres puntas en el extremo, que se ubica en un tallo que sale de su cabeza a modo de caña de pescar. El tallo tiene unas 'bisagras', lo que le permite articular y doblar hacia delante o hacia atrás.
Posee una mandíbula superior de alrededor el doble de tamaño respecto a la inferior, y dientes enormes al borde de su boca. Además, como los otros thaumatichthyidae, puede doblar el borde de su premaxilar para formar una especie de jaula.
Tiene una línea lateral extremadamente sensible que utiliza para detectar cambios de presión en el agua que le ayudan a encontrar presas o depredadores. Sus fosas nasales también son sensibles, por lo tanto tiene un agudo sentido del olfato.
Se alimenta principalmente de pequeños peces y en ocasiones de invertebrados.